# Bonamia elegans
Bonamia elegans är en vindeväxtart som först beskrevs av Jacques Denys Denis Choisy, och fick sitt nu gällande namn av Raiz. Bonamia elegans ingår i släktet Bonamia och familjen vindeväxter. Inga underarter finns listade i Catalogue of Life.